# Sonnac (Charente-Maritime)
Pour les articles homonymes, voir Sonnac.
Sonnac est une commune du Sud-Ouest de la France située dans le département de la Charente-Maritime (région Nouvelle-Aquitaine).
Ses habitants sont appelés les Sonnacais et Sonnacaises.

## Géographie

### Localisation et accès
La commune n'est pas sur un axe routier important mais elle est reliée par des départementales à Matha et aux voies D 939 Matha-Angoulême et D 121 Matha-Cognac.

### Hameaux et lieux-dits
L'habitat se répartit entre le bourg de Sonnac et treize hameaux : Boissec, le Breuil, les Vignes, le Liboreau, le Chaillot, le Goulet, la Brandetterie, la Bonne Année, la Touche, Cornefou, la Métairie, la Fontaine et la Forêt.

### Communes limitrophes
| Matha | Haimps              |                 |
| Thors | Sonnac              | Louzignac       |
| Mons  | Bréville (Charente) | Brie-sous-Matha |

### Sol et relief
Le territoire forme une plaine vallonnée avec 98 % de terres agricoles à vignes en cru de Cognac des fins bois et à céréales.

### Hydrographie

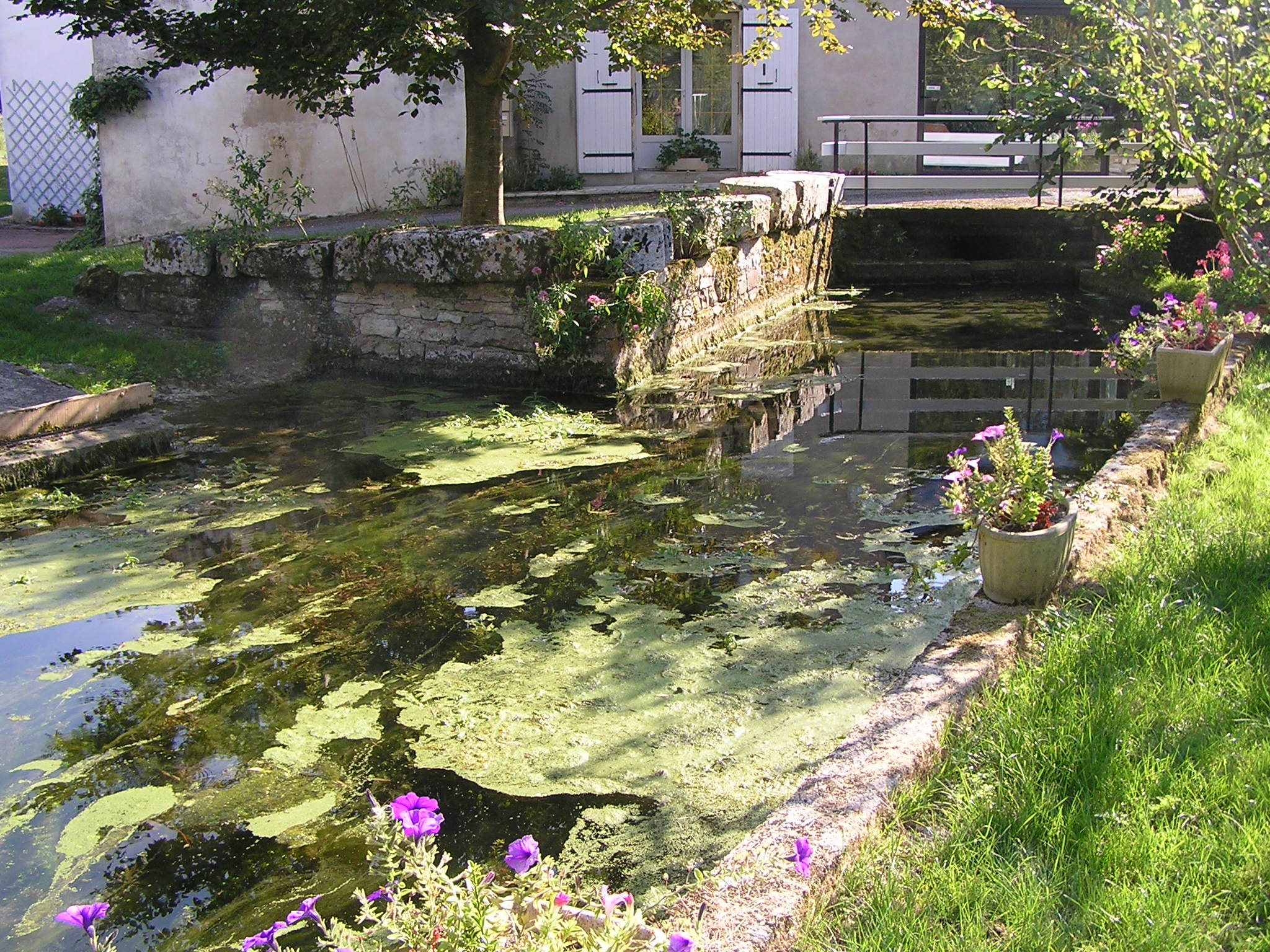
La Soloire à Sonnac.

La Sonnoire ou Soloire, affluent rive droite de la Charente prend sa source sur le territoire de la commune de Sonnac.
Le Briou, affluent de l'Antenne passe dans la commune.

### Climat
Le climat y est océanique aquitain. Des tempêtes hivernales et des orages estivaux en émaillent le temps. Ainsi, une tornade de force EF2 frappa la commune le 16 septembre 2015.Cette tornade fit des dégât aux toitures et aux vignes elle passa à environ 200 mètres du village de Sonnac et passa au Liboreau.

## Urbanisme

### Typologie
Au 1er janvier 2024, Sonnac est catégorisée commune rurale à habitat dispersé, selon la nouvelle grille communale de densité à 7 niveaux définie par l'Insee en 2022.
Elle est située hors unité urbaine et hors attraction des villes,.

### Occupation des sols
L'occupation des sols de la commune, telle qu'elle ressort de la base de données européenne d’occupation biophysique des sols Corine Land Cover (CLC), est marquée par l'importance des territoires agricoles (95,2 % en 2018), en diminution par rapport à 1990 (97,8 %). La répartition détaillée en 2018 est la suivante : 
cultures permanentes (44,7 %), terres arables (30 %), zones agricoles hétérogènes (20,5 %), zones urbanisées (4,1 %), forêts (0,7 %). L'évolution de l’occupation des sols de la commune et de ses infrastructures peut être observée sur les différentes représentations cartographiques du territoire : la carte de Cassini (XVIIIe siècle), la carte d'état-major (1820-1866) et les cartes ou photos aériennes de l'IGN pour la période actuelle (1950 à aujourd'hui).

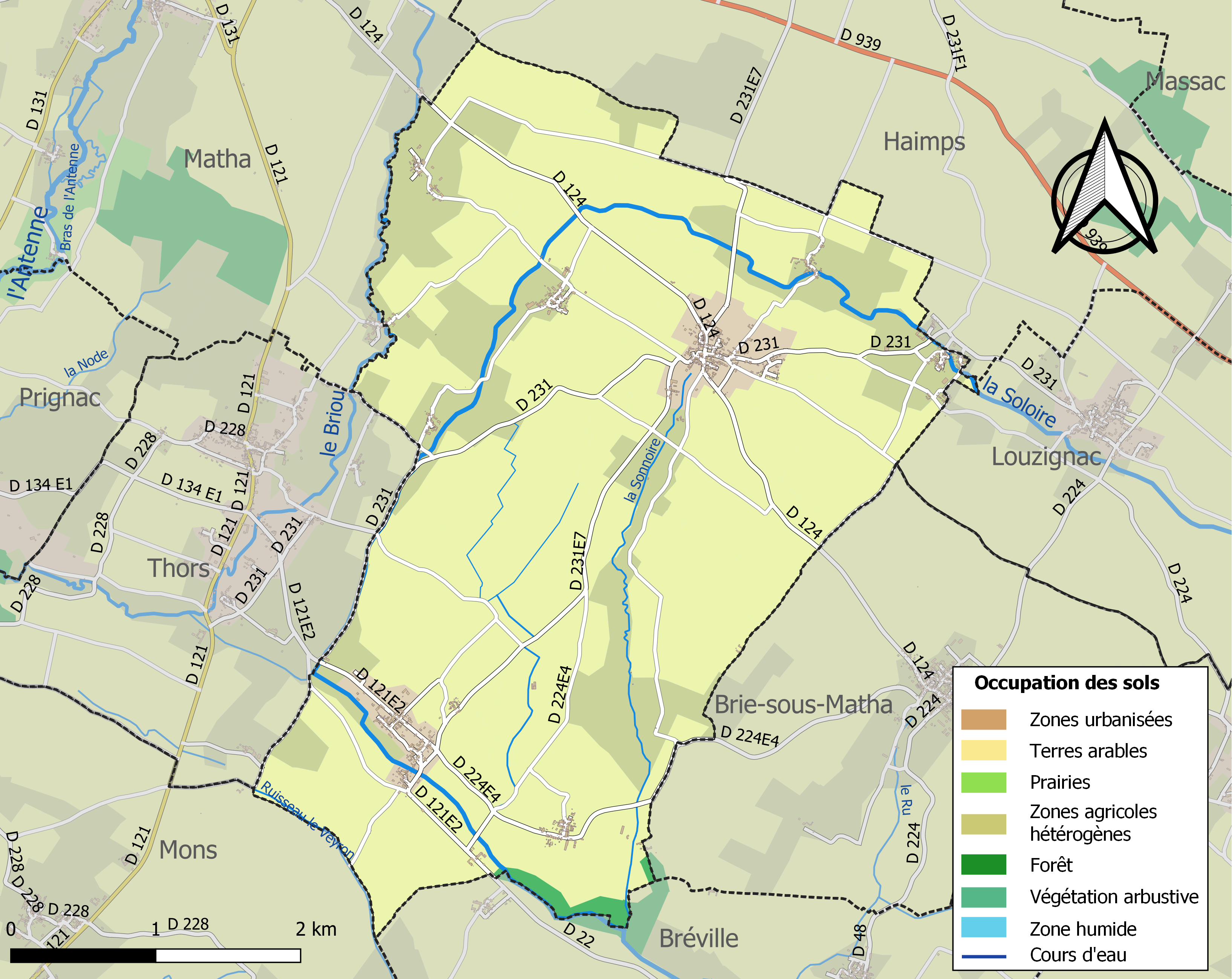
Carte des infrastructures et de l'occupation des sols de la commune en 2018 (CLC).

### Risques majeurs
Le territoire de la commune de Sonnac est vulnérable à différents aléas naturels : météorologiques (tempête, orage, neige, grand froid, canicule ou sécheresse), inondations, mouvements de terrains et séisme (sismicité modérée). Il est également exposé à un risque technologique,  le transport de matières dangereuses. Un site publié par le BRGM permet d'évaluer simplement et rapidement les risques d'un bien localisé soit par son adresse soit par le numéro de sa parcelle.

#### Risques naturels
Certaines parties du territoire communal sont susceptibles d’être affectées par le risque d’inondation par débordement de cours d'eau, notamment la Soloire et le Briou. La commune a été reconnue en état de catastrophe naturelle au titre des dommages causés par les inondations et coulées de boue survenues en 1982, 1993, 1999 et 2010,.

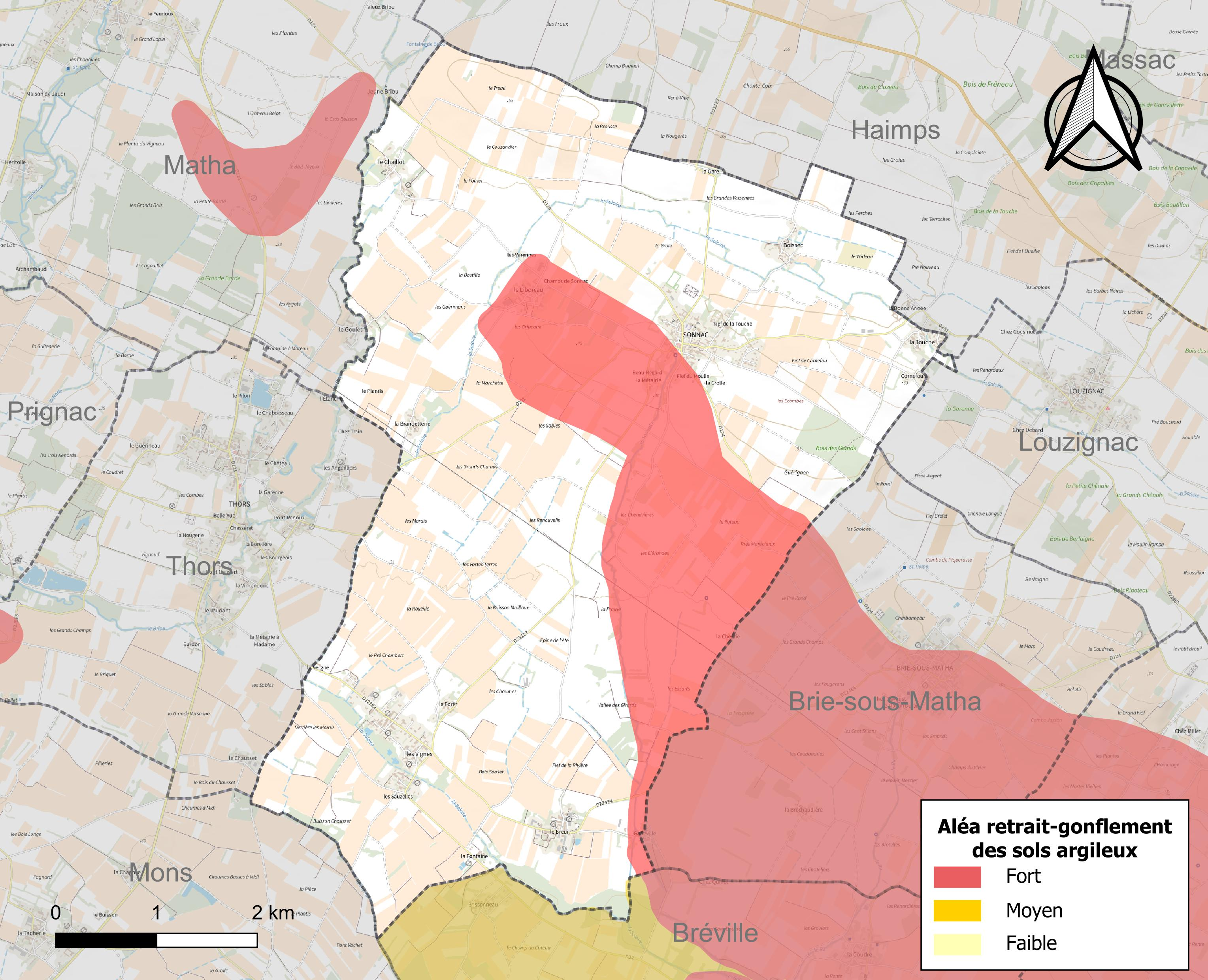
Carte des zones d'aléa retrait-gonflement des sols argileux de Sonnac.

Les mouvements de terrains susceptibles de se produire sur la commune sont des tassements différentiels.
Le retrait-gonflement des sols argileux est susceptible d'engendrer des dommages importants aux bâtiments en cas d’alternance de périodes de sécheresse et de pluie. 19,5 % de la superficie communale est en aléa moyen ou fort (54,2 % au niveau départemental et 48,5 % au niveau national). Sur les 310 bâtiments dénombrés sur la commune en 2019,  49 sont en aléa moyen ou fort, soit 16 %, à comparer aux 57 % au niveau départemental et 54 % au niveau national. Une cartographie de l'exposition du territoire national au retrait gonflement des sols argileux est disponible sur le site du BRGM,.
Par ailleurs, afin de mieux appréhender le risque d’affaissement de terrain, l'inventaire national des cavités souterraines permet de localiser celles situées sur la commune.
Concernant les mouvements de terrains, la commune a été reconnue en état de catastrophe naturelle au titre des dommages causés par la sécheresse en 1989 et 2003 et par des mouvements de terrain en 1999 et 2010.

#### Risques technologiques
Le risque de transport de matières dangereuses sur la commune est lié à sa traversée par une ou des infrastructures routières ou ferroviaires importantes ou la présence d'une canalisation de transport d'hydrocarbures. Un accident se produisant sur de telles infrastructures est susceptible d’avoir des effets graves sur les biens, les personnes ou l'environnement, selon la nature du matériau transporté. Des dispositions d’urbanisme peuvent être préconisées en conséquence.

## Toponymie
Le nom du bourg provient d'un anthroponyme gallo-romain, sans doute Sonus, auquel a été apposé le suffixe -acum laissant deviner un domaine agricole.

## Histoire
Nous savons grâce à l'état des paroisses de 1686 que Sonnac comportait 182 feux et que les seigneurs en étaient « Dame Marie Amelot, dame de Cornefou, M. de Matha, M. de Pons et la dame de Lescurat ». Sont cultivés la vigne et les céréales. Suivant les années, la taille s'élevait entre 2 691 livres en 1680 et 1 950 livres en 1685 (« la gresle emporta tous les fruits »).
Sur la commune de Sonnac, à la limite de celle de Louzignac, au point le plus haut (retenu au XXe siècle pour l’installation du château d’eau) fut construit  un château féodal, celui de Cornefou.
En 1300, ce château appartenait à Pierre BOUCHARD, époux de Yolande de Rochefort, et sa construction devait être beaucoup plus ancienne car les Bouchard se présentaient comme descendants d'un écuyer de Charlemagne.
En 1406 Charles de Saint Gelais, épousa Yolande de Bouchard d’Aubeterre, descendante de Pierre Bouchard et devint Seigneur de Cornefou.
Les Saint Gelais prirent le nom de Saint Gelais de Lusignan après avoir fait reconnaître la maison de Lusignan dans leur ascendance, et dans leurs armoiries.
Le petit-fils de Charles, Alexandre de Lusignan de Saint Gelais épousa Jaquette de Lansac. Il était seigneur de Cornefou, Ambassadeur de François 1er et eut des charges importantes auprès de Louis XII et de François 1er dont il était intime.
Son fils, Louis de Saint Gelais de Lusignan naquit à Cornefou en 1513, et il fut dit qu’il était fils naturel de François 1er auquel il ressemblait  fort (voir son portrait et celui de François 1er, par l’atelier de François Clouet, dans les collections royales). Il eut un rôle très important auprès de Catherine de Médicis, et des rois successifs, ses enfants, jusqu'à Henri III qui le reçut parmi les chevaliers du saint Esprit. Il ne vécut pas à Cornefou qui ne vit plus la présence des seigneurs et tomba progressivement en ruines.
Son fils Guy de Saint Gelais de Lusignan, mort en 1622, perdit la seigneurie de Cornefou qui passa à Marie Amelot, dame de Pons, à laquelle Guy de Saint Gelais devait l'hommage-lige..
Marie Amelot fut la mère de Bernard de Beon Luxembourg
Bernard de Beon de Luxembourg, marquis, seigneur de Bouteville, Baron et seigneur de Cornefol  et de St Trojan, demeurant à Paris rue Geffroy, derrière l'Église St Gervais, vend Cornefou à Michel SUREAU, marchand drapier à St Jean d'Angely. Il tenait ces biens de Marie Amelot sa mère, veuve de Charles de Beon Luxembourg, et qui la tenait par adjudication sur saisie faite sur messire Guy de Lusignan, chevalier, seigneur de Lansac. La vente aurait été faite pour 40000 livres.
Les Sureau, Echevins de Saint Jean d’Angély, protestants, possédaient déjà le logis noble de « la Bonne Année », au pied de la Colline de Cornefou, sur les communes de Sonnac et d’Haimps  (reconstruite probablement en 1696 d'après les documents et la pierre retrouvée durant les années 1960 dans le portail). Cette demeure avait été vendue en 1669 par Pierre Dubreuil à Pierre Sureau négociant à St-Jean d'Angély.
Au bord du ruisseau la Rousille, un portail donnait accès à une cour, côté ferme, où se trouvait une fuye (pigeonnier) quadrangulaire, avec lanternon détruite vers 1980. Le logis à façade simple est animé par une porte Louis XIII encadrée de pilastres portant un fronton triangulaire. On devine aussi quelques appuis de fenêtres du XVIIe siècle. À l’intérieur, une salle de chasse dont les boiseries Louis XIV en noyer ont disparu. Une cheminée de pierre carrée de 4m50 de haut avec grosse moulure. Au-dessus, tablette et trumeau encadré de pilastres cannelés et portant en son milieu un grand médaillon ovale placé en largeur, orné d'un écusson, partie à 7 épis de blé 4 et 3, partie à trois petits pains 2 et 1. Deux lions pour support, et un casque taré de profil avec lambrequins.
La famille Sureau qui acheta le château voisin de Cornefou en 1714 le garda tout au long du 1XVIIe siècle.
En 2000, il ne subsiste du château que les assises du portail d'entrée ou l'on voit de chaque côté les bases des colonnes qui l'ornaient. 4 fragments des colonnes cannelées qui en proviennent sont dans le jardin intérieur d'une maison à La Touche, au pied de la colline. Il reste également le puits, très grand et très profond, ainsi que des bâtiments qui furent sans doute les communs, comme cela apparait dans le cadastre napoléonien de 1848.

## Administration

### Liste des maires
| Période                                  | Période  | Identité        | Étiquette | Qualité                          |
| ---------------------------------------- | -------- | --------------- | --------- | -------------------------------- |
| Les données manquantes sont à compléter. |          |                 |           |                                  |
|                                          |          |                 |           |                                  |
| 1971                                     | 2008     | Maurice Thibaud |           |                                  |
| 2008 (réélu en mai 2020)                 | En cours | Laurent Bouillé |           | Professeur d'histoire-géographie |

En 2007 pour le second tour de l'élection présidentielle, sur les 401 électeurs inscrits sur les listes électorales, 12,97 % se sont abstenus, 52,79 % ont voté pour Nicolas Sarkozy et 47,21 % pour Ségolène Royal.
En 2005, Sonnac a voté à 61,98 % Non au référendum sur le projet de Constitution Européenne.

## Démographie

### Évolution démographique
L'évolution du nombre d'habitants est connue à travers les recensements de la population effectués dans la commune depuis 1793. Pour les communes de moins de 10 000 habitants, une enquête de recensement portant sur toute la population est réalisée tous les cinq ans, les populations de référence des années intermédiaires étant quant à elles estimées par interpolation ou extrapolation. Pour la commune, le premier recensement exhaustif entrant dans le cadre du nouveau dispositif a été réalisé en 2007.

En 2022, la commune comptait 503 habitants, en évolution de −2,52 % par rapport à 2016 (Charente-Maritime : +4,04 %, France hors Mayotte : +2,11 %).
| 1793 | 1800 | 1806  | 1821  | 1831  | 1836  | 1841  | 1846  | 1851  |
| ---- | ---- | ----- | ----- | ----- | ----- | ----- | ----- | ----- |
| 876  | 923  | 1 024 | 1 207 | 1 266 | 1 265 | 1 212 | 1 210 | 1 234 |

| 1856  | 1861  | 1866  | 1872  | 1876  | 1881  | 1886  | 1891  | 1896 |
| ----- | ----- | ----- | ----- | ----- | ----- | ----- | ----- | ---- |
| 1 270 | 1 285 | 1 275 | 1 210 | 1 190 | 1 091 | 1 034 | 1 014 | 960  |

| 1901 | 1906 | 1911 | 1921 | 1926 | 1931 | 1936 | 1946 | 1954 |
| ---- | ---- | ---- | ---- | ---- | ---- | ---- | ---- | ---- |
| 960  | 968  | 910  | 796  | 683  | 671  | 686  | 673  | 696  |

| 1962 | 1968 | 1975 | 1982 | 1990 | 1999 | 2006 | 2007 | 2012 |
| ---- | ---- | ---- | ---- | ---- | ---- | ---- | ---- | ---- |
| 705  | 673  | 671  | 558  | 536  | 540  | 529  | 528  | 536  |

| 2017 | 2022 | - | - | - | - | - | - | - |
| ---- | ---- | - | - | - | - | - | - | - |
| 505  | 503  | - | - | - | - | - | - | - |

C'est la crise du phylloxéra qui va entrainer le début de la perte de population à la fin du XIXe siècle, et la baisse va continuer plus ou moins rapide durant tout le XXe siècle pour ne plus représenter que 42 % de son maximum en 1861.

## Économie
L'agriculture est la principale activité de la commune. Huit viticulteurs sont recensés
Il y a un gite chambre d'hôtes.

## Équipements et services
L'école maternelle et l'école primaire sont un regroupement pédagogique avec la commune d’Haimps.
Il y a une maison de retraite.

## Culture locale et patrimoine

### Lieux et monuments

#### Patrimoine religieux

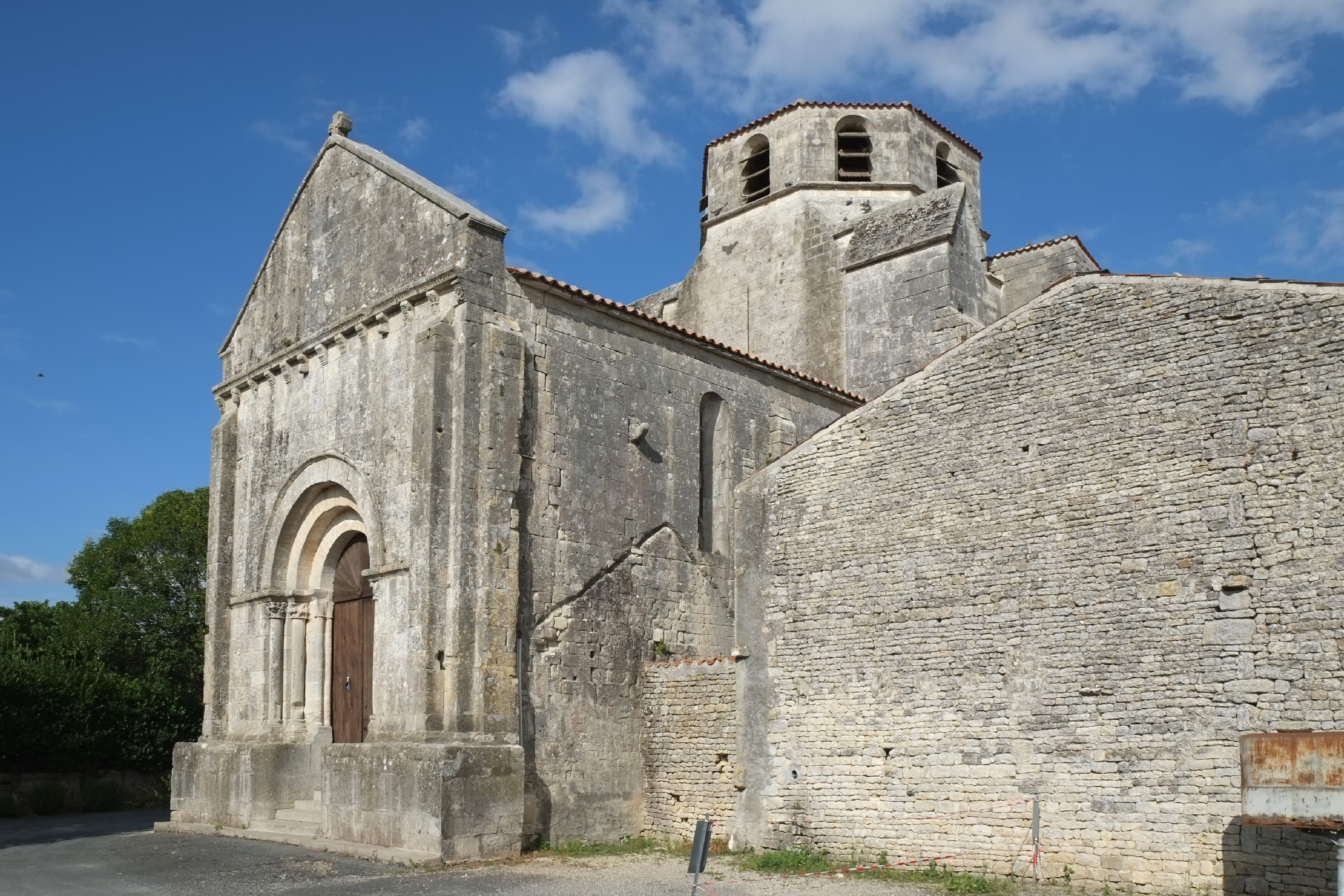
Église Saint-Étienne.

L'église Saint-Étienne a une façade de style roman avec des chapiteaux ornés de personnages et d'animaux. Son clocher octogonal à toit plat date du XVe siècle. Il repose sur quatre piliers à riche et profondes moulures datés de la même époque. La cloche, nommée Jeanne-Marie-Thérèse a été baptisée le 5 février 1899. À l'intérieur de l'église, le transept gauche est orné d'une très grande peinture sur toile curieuse et unique en son genre dans la région. Cette peinture représente à la fois le ciel, la terre et l'enfer, disposés devant, au-dessus et au-dessous d'un prêtre célébrant la messe.
L'autel, en bois doré, du XVIIIe siècle a été classé monument historique au titre d'objet le 27 février 1984 mais attribué à tort à Louzignac et réattribué à Sonnac par l'arrêté modificatif du 9 décembre 1988

### Patrimoine civil
Les deux moulins de Sonnac et le moulin du Treuil sont sur le Briou.

### Patrimoine naturel
La commune de Sonnac fait partie de deux sites Natura 2000 : la vallée de la Soloire à Sonnac est dans le site Natura 2000 vallée de la Charente entre Angoulême et Cognac et le linéaire du Briou est dans le site Natura 2000 vallée de l'Antenne

### Personnalités liées à la commune
- Henri Coudreau (1859 - 1899), professeur de géographie, explorateur et géographe, y est né ;
- Octavie Coudreau (1867 - 1938), exploratrice et géographe, épouse du précédent, y est décédée.